# Dasynemella cincta
Dasynemella cincta är en rundmaskart som beskrevs av Gerlach 1957. Dasynemella cincta ingår i släktet Dasynemella och familjen Ceramonematidae. Inga underarter finns listade i Catalogue of Life.